# Ordinariato Militar do Peru
O Ordinariato Militar do Peru (em castelhano:  Obispado Castrense del Perú) é uma circunscrição eclesiástica da Igreja Católica Romana. Imediatamente subordinado à Santa Sé, presta assistência pastoral aos católicos que servem nas Forças Armadas do Peru e suas famílias.
O Papa Francisco nomeou o bispo-prelado da Prelazia Territorial de Caravelí, Dom Juan Carlos Vera Plasencia, MSC, como bispo designado para o Ordinariato Militar do Peru na quarta-feira, 16 de julho de 2014. O bispo seria instalado como militar comum em uma data posterior.

## História
Foi criado como um vicariato militar em 15 de maio de 1943, mas o primeiro vigário militar não foi nomeado até 13 de janeiro de 1945. Foi elevado a ordinariato militar em 21 de julho de 1986.

## Incumbentes

### vigários militares
- Juan Gualberto Guevara (nomeado em 13 de janeiro de 1945 - falecido em 27 de novembro de 1954)
- Carlos Maria Jurgens Byrne, CSSR. (nomeado em 7 de fevereiro de 1954 – traduzido para a Arquidiocese de Cuzco em 17 de dezembro de 1956)
- Felipe Santiago Hermosa y Sarmiento, arcebispo ad personam (nomeado em 17 de dezembro de 1956 - aposentado em 1967)
- Alcides Mendoza Castro, arcebispo ad personam (nomeado em 12 de agosto de 1967 - traduzido para a Arquidiocese de Cuzco em 5 de outubro de 1983)
- Eduardo Picher Peña (nomeado em 14 de junho de 1984 - tornou-se militar comum em 21 de julho de 1986); Veja abaixo

### Ordinários militares
- Eduardo Picher Peña (nomeado em 21 de julho de 1986 - aposentado em 6 de fevereiro de 1996); Veja acima
- Héctor Miguel Cabrejos Vidarte, OFM (nomeado em 6 de fevereiro de 1996 – removido para a Arquidiocese de Trujillo em 29 de julho de 1999)
- Salvador Piñeiro García-Calderón (nomeado em 21 de julho de 2001 – removido para a Arquidiocese de Ayacucho em 6 de agosto de 2011)
- Guillermo Martín Abanto Guzmán (nomeado em 30 de outubro de 2012 - aposentado em 20 de julho de 2013)
- Juan Carlos Vera Plasencia (nomeado em 16 de julho de 2014 – ); anteriormente, bispo-prelado de Caravelí.